# کلوندایک (مینی‌سریال)
کلوندایک (انگلیسی: Klondike) یک مینی‌سریال آمریکایی محصول سال ۲۰۱۴ میلادی است که از ۲۰ تا ۲۲ ژانویه از شبکه دیسکاوری پخش شد.
این سریال براساس ماجرای تب طلای کلوندایک روایت شده است.

## داستان
داستان این سریال داستان مهاجرت دو جوان است که به همراه ۱۰۰ هزار جوینده معدن در سال‌های ۱۸۹۶ – ۱۸۹۹ به کلوندایک یوکان در شمال غرب کانادا می‌روند.